# لغات سامية شرقية

الانتشار التقريبي للغات السامية بفرعيها، وتظهر اللغات السامية الشرقية باللون الأخضر

اللغات السامية الشرقية هي واحدة من التقسيمات الفرعية الرئيسية للغات السامية إلى جانب اللغات السامية الغربية، وتتكون مجموعة اللغات السامية الشرقية من لغتين مختلفتين هما اللغة الأكادية واللغة الإبلاوية، وكلاهما قد انقرضت منذ زمن طويل، وتشترك اللغات السامية الشرقية مع لغات سامية أخرى في عدد من النواحي، ويعتقد أن اللغات السامية الشرقية قد نشأت في بلاد ما بين النهرين خلال الألفية الثالثة قبل الميلاد، كما تشير بذلك النصوص الأكادية التي تعود إلى تلك الفترة، قبل بداية الألفية الثانية قبل الميلاد، انتشرت اللغات السامية الشرقية -الأكادية على وجه الخصوص- على نطاق واسع في منطقة ما بين النهرين، حيث تأثرت هذه اللغات باللغة السومرية غير السامية واعتمدت كتابات مسمارية.
لا يمكن في العصر الحديث فهم أصوات اللغات السامية الشرقية إلا عن طريق دراسة متأنية للنصوص المكتوبة ومقارنتها بالبروتو سامية مع إعادة بنائها، الأكثر إثارة للدهشة هو عدم وجود صوت الهمزة أو الألف وصوت العين في اللغات السامية الشرقية -إضافة إلى مجموعة من الأصوات الأخرى- حيث أن كلاهما من السمات البارزة للغات السامية الغربية، ومع ذلك فإن الضبط الصحيح لأصوات اللغات السامية الشرقية ليس معروف تماما، وقد يعود ذلك لعدم كفاية أحرف الهجاء السومرية لوصف أصوات اللغات السامية التي لم تعد موجودة إلى الآن.